# Yangban

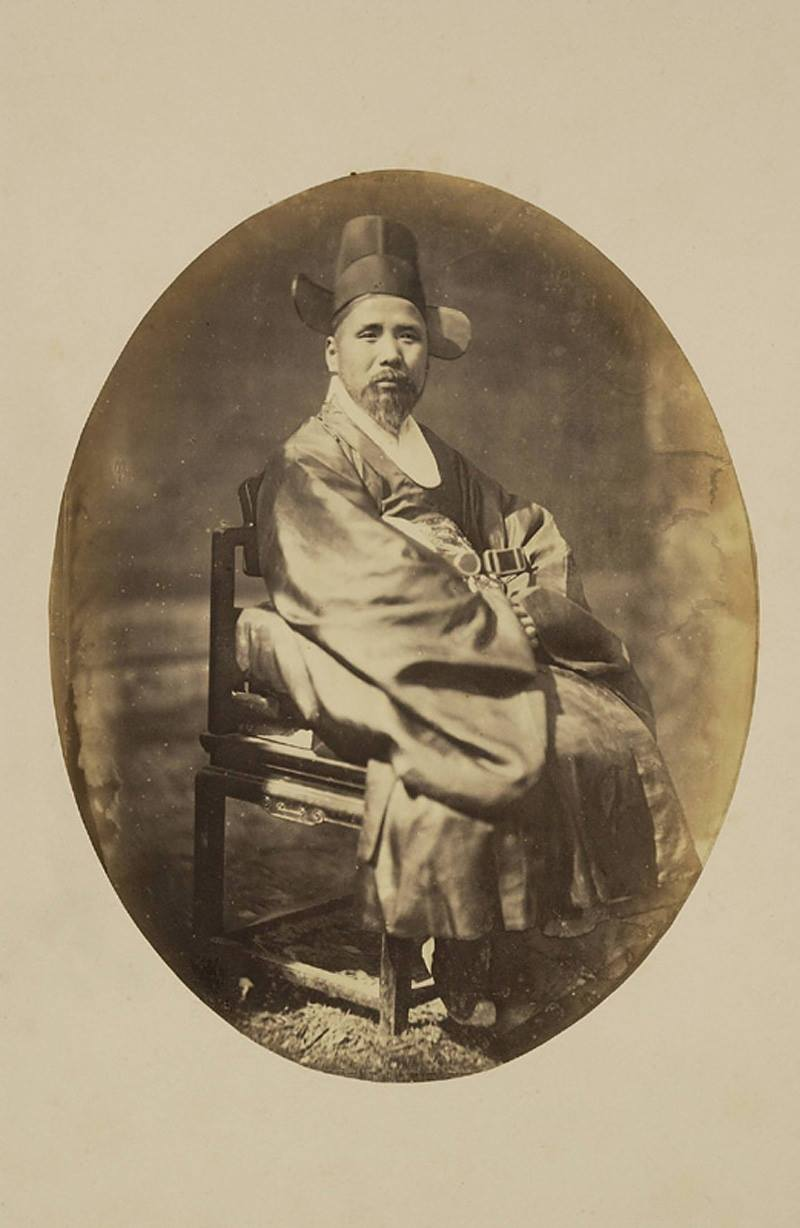
Un funcionario de gobierno o yangban en su vestimenta formal, fotografía de 1863.

Los yangban (en hangul, 양반; en hanja, 兩班) formaban parte de la clase gobernante tradicional o nobles de Corea durante la dinastía Joseon, ellos pertenecían principalmente a la aristocracia y algunos de cuyos miembros eran terratenientes, ellos representaban el concepto del confucionismo coreano de oficiales educados, aunque eran básicamente administradores y burócratas que controlaron el sistema de burocracia agrícola tradicional hasta el final de la era Joseon en 1894. Entre los yangban se incluyen, especialmente hacia el final de la dinastía Joseon, a los miembros inmediatos de la familia y descendientes de los que ostentaban cargos oficiales.

## Definición
A diferencia de las aristocracias europeas y japonesa en las que los títulos nobiliarios eran otorgados sobre la base de un sistema hereditario, el título de yangban era asignado de jure a aquellos individuos y miembros de su familia inmediata que hubieran aprobado exámenes denominados gwageo (과거, 科擧), organizados por el sistema de servicio civil del gobierno. Si se aprobaban dichos exámenes, en los que se media el conocimiento de los clásicos de Confucio e historia, por lo general una persona era designada en un cargo oficial. Una familia yangban que no lograba colocar a uno de sus miembros como oficial burócrata durante tres generaciones podía perder su condición de yangban y pasar a ser parte del pueblo común. 
Sin embargo, la condición de yangban era hereditaria de facto ya que era la norma incluir en el hyangan (향안, 鄕案) a todos los descendientes de los yangban. Los hyangan eran documentos en los que se asentaban los nombres y linajes de los yangban en la población, a menos que tuvieran relaciones matrilineales de baja categoría o se hubieran unido mediante matrimonio en una de ellas. Aquellos incluidos en el hyangan eran reconocidos socialmente como yangban y tenían el derecho de participar en el hyangso (향소, 鄕所), desde donde podían influir de manera oficial sobre la política local y la administración. Por lo tanto el estatus de yangban se podía transferir a los descendientes de manera perpetua sin necesidad de estar involucrado en la burocracia central o el gwageo. En conclusión, la condición de yangban tenía ciertas características duales: desde un punto de vista legal identificaba a los oficiales del gobierno y a los miembros de su familia inmediata; en la realidad incluía a todos los descendientes de un yangban a menos que hubiera habido una mezcla de sangre «impura».